# Polyura saida
Polyura saida är en fjärilsart som beskrevs av Preyer och Cator 1894. Polyura saida ingår i släktet Polyura och familjen praktfjärilar. Inga underarter finns listade i Catalogue of Life.